# Kulm (Oststeiermark)
Der Kulm ist ein 975 m ü. A. hoher markanter Berg im Oststeirischen Hügelland.

## Zum Namen
Die Bezeichnung Kulm (1396 Chulm) kann sowohl vom urslawischen *chlm wie auch dem lateinischen culmen abgeleitet werden (vgl. Begriffsursprung) und bezieht sich auf die – je nach Aussichtspunkt – kegelförmige, markante Form des Bergs.

## Lage

### Geografische Lage
Der Berg befindet sich am südöstlichen Alpenrand (Randgebirge östlich der Mur) und ist diesem vorgelagert, was ihm eine markante Position und von ihm eine gute Aussicht über das oststeirische Hügelland bietet.
Die nördliche und östliche Begrenzung bildet die Feistritz mit der Stubenbergklamm im Norden, dem Stubenberger Becken im Nordosten sowie der Feistritzklamm und dem ausladenden Feistritztal im Osten.
Im Süden geht der Berg in die oststeirische Riedellandschaft über, wo der Kulm mit dem nach Süden abfallenden Hügelrücken des Pischelsdorfer Ortskerns endet. Die westliche Begrenzung bildet die Ilz bzw. das Ilztal.

### Administrative Lage
Der Kulm liegt in den Bezirken Weiz und Hartberg-Fürstenfeld, wobei die Bezirksgrenze direkt über den Gipfel verläuft. Folgende Gemeinden haben Teil am Kulm:
Bezirk Weiz:
- Puch bei Weiz (Gipfel)
- Ilztal
- Pischelsdorf am Kulm

Bezirk Hartberg-Fürstenfeld:
- Feistritztal mit dem Ausläufer Weinberg (516 m ü. A.)
- Stubenberg am See (Gipfel)

## Geschichte
Die Besiedelung des Kulms konnte 1977 durch Funde von Keramikbruchstücken bikonischer Schüsseln und Schalen aus grauem, gelblichem und rötlichem Ton bis auf die Kupfersteinzeit zurück nachgewiesen werden (Ausgräber Diether Kramer vom Joanneum Graz). Als Klaubfunde konnten aus dieser Epoche auch Steingeräte (Pfeilspitzen, Schaber, Klingen, kleine Flachbeile) geborgen werden.
Auf der Westseite des Gipfelplateaus wurden in den Felsengrund gehauene Hausplätze der Urnenfelderkultur (späte Bronzezeit) entdeckt, in deren Nähe sich auch der erste Standort des urgeschichtlichen Freilichtmuseums befand.
Laut Ausgräber Otto Helmut Urban (Wien, 1987) war der Berggipfel in der Spätlatènezeit mit einem keltischen Oppidum gekrönt. Die Befestigung soll im 1. Jahrhundert v. Chr. mit einer Schalenmauer und einem großen Zangentor strategisch gesichert gewesen sein.
Im neuen Freilichtmuseum Kulm-Keltendorf werden Lebensweise und Wohnsituation der Kelten unter Leitung des Historikers Titus Lantos eindrucksvoll dargestellt.

## Tourismus
Der Stubenbergsee sowie das Schloss Herberstein mit dem angeschlossenen Tier- und Naturpark bilden die Hauptattraktionen der Region. Der Kulm selbst stellt wegen seines freien Panoramablicks ein beliebtes Ausflugsziel dar. Zudem beherbergt er das Freilichtmuseum Kulm-Keltendorf und diente als Startplatz für Paragliding.
Die Region um den Kulm ist als steirisches Apfelland mit der steirischen Apfelstraße und auch für seine Buschenschanken entlang der Römerweinstraße bekannt.
2010 wurden die prähistorische Siedlung mit Wehranlage und die barocke Kalvarienberganlage am Gipfel unter Denkmalschutz gestellt. Der Grundbesitzer sperrte daraufhin den Zugang zum Gipfel. Durch eine höchstgerichtliche Entscheidung ist der Gipfel seit August 2015 wieder frei über die Wanderwege zugänglich.

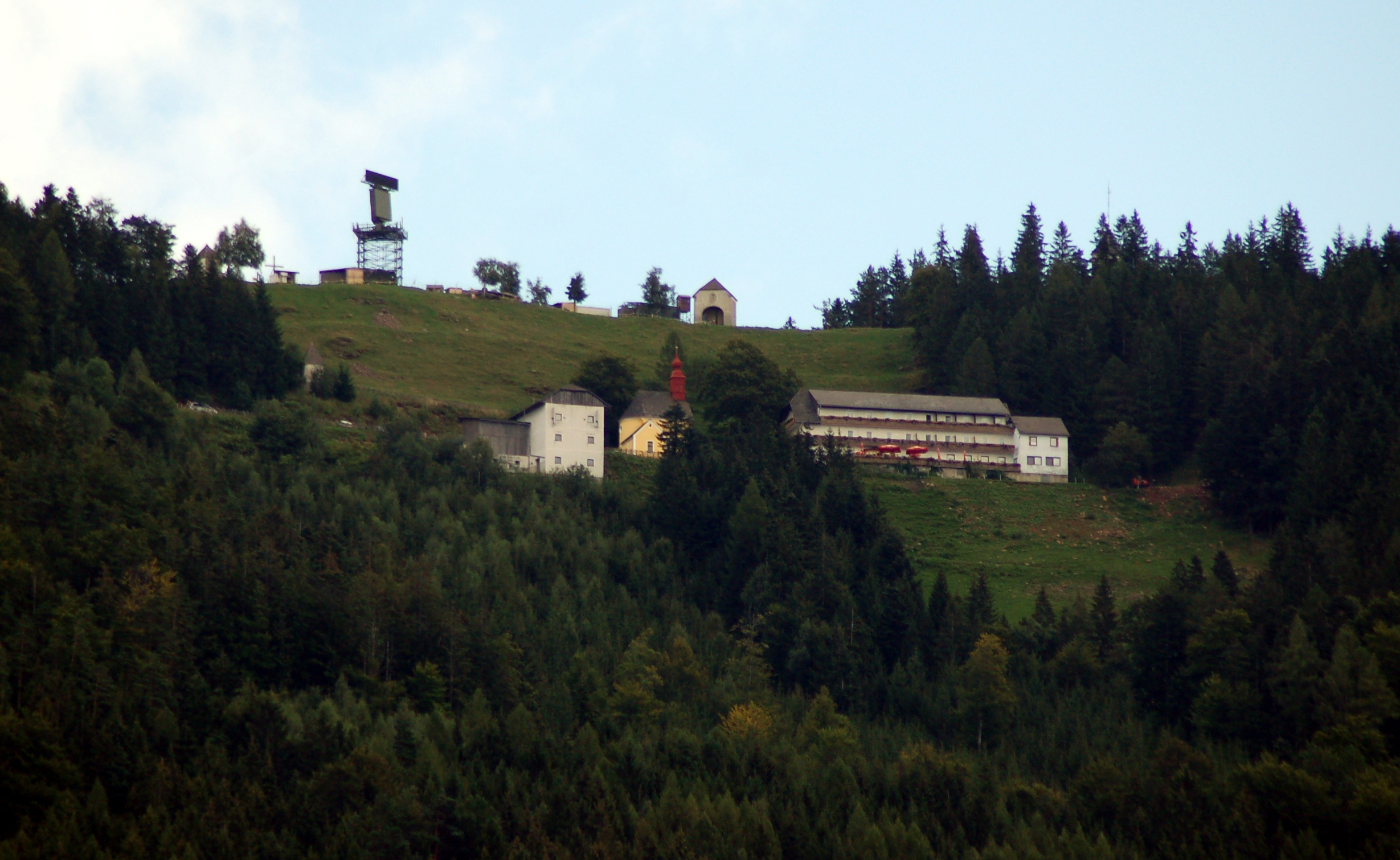
Mobile Radarstation im August 2009 im gesamten Gipfelbereich

## Militärische Nutzung
Der Kulm ist einer von einem halben Dutzend Standorten in Österreich, die für die mobile Radarüberwachung durch das Bundesheer im Rahmen des Systems Goldhaube herangezogen werden können. Im Falle der Präsenz des Bundesheeres auf dem Gipfel werden die mobilen militärischen Einrichtungen durch Stacheldraht und bewaffnete Kräfte geschützt, ein Zutritt für Touristen direkt zum Gipfel ist dann nicht möglich.
Bedingt durch die Modernisierung der Radarstation auf dem Großen Speikkogel (Koralpe) wurde von Sommer 2009 an die mobile Radarstation auf dem Kulm wieder für etwa zwei Jahre in Betrieb genommen und seit Mitte März 2011 außer Betrieb genommen und abgebaut.
Nachdem die Goldhaube auf der Koralpe schon kurz nach ihrer Wieder-Inbetriebnahme im Mai 2012 durch einen Blitzschlag zerstört worden ist, wurde die mobile Radaranlage auf dem Kulm bis Herbst 2013 stationiert. Während des Betriebs der Radaranlage ist ein kleiner Teil des Gipfelplateaus rund um die Antennenanlage und die Betriebscontainer abgesperrt und bewacht, der Zutritt zum Gipfel dadurch aber nicht verhindert.